# زولت كيس
زولت كيس (بالمجرية: Kiss Zsolt)‏ هو لاعب كرلنغ مجري، ولد في 29 مارس 1989 في بودابست في المجر.

## وصلات خارجية
- زولت كيس على موقع الاتحاد الدولي للكرلنغ (الإنجليزية)